# The Better Wife
The Better Wife er en amerikansk stumfilm fra 1919 af William P. S. Earle.

## Medvirkende
| Skuespiller         | Rolle           |
| ------------------- | --------------- |
| Clara Kimball Young | Charmian Page   |
| Edward Kimball      |                 |
| Nigel Barrie        | Richard Beverly |
| Kathlyn Williams    | Beverly         |
| Ben Alexander       |                 |
| Lillian Walker      | Helen Kingdom   |
| Barbara Tennant     | Jack            |
| Irving Cummings     |                 |